# J'ai quinze ans et je ne veux pas mourir

J'ai quinze ans et je ne veux pas mourir est un roman autobiographique de Christine Arnothy paru en 1955.
Le roman raconte la vie quotidienne et les angoisses d'une jeune fille hongroise lors du siège de Budapest, en 1945, pendant la Seconde Guerre mondiale.
Considéré comme un classique de la littérature sur la guerre, il part des notes que Christine Arnothy avait prises dans son journal intime. C´est le récit poignant d'une fille de quinze ans, aînée d'une famille bourgeoise forcée à vivre dans sa propre cave, lorsque sa ville était occupée par les Allemands et entourée par les Soviétiques.
Arnothy raconte sa vie quotidienne enfermée avec les autres colocataires de son ancien bâtiment. Terreur, peur et relations compliquées jusqu'à sa fuite et l'exil qui suit. J'ai quinze ans et je ne veux pas mourir est le témoignage réel des faits d'une époque, pendant lesquels les citoyens craignaient tant les Allemands en retrait que la venue de l'Armée Rouge.

## Résumé
Lors de la délivrance de Budapest par les russes en 1944, un quartier se regroupe dans la cave d’un immeuble.

## Critique
Le roman a été reçu par la critique nationale (comme Le Figaro, Le Journal du Centre, L'Alsace, La Républiqueou le Bulletin critique du livre français) et internationale (comme Harper's Magazine, Kirkus, The Times , The Daily Express , Daily Mail, The Sunday Times, San Francisco Chronicle, The Miami Herald, The New York Times, International Herald Tribune) comme un vrai événement et comme un récit émouvant de qualité indéniable. Divers auteurs ont qualifié ce roman comme la clé de voûte de la littérature sur la guerre, considérée comme semblable au Journal d'Anne Frank et acclamée par de nombreux écrivains comme Sandor Marai.

## Monographie – étude
- Parent, Anne Martine Étude sur J’ai quinze ans et je ne veux pas mourir de Christine Arnothy, ACEL – Ed. Zoé, Bienne – Genève, coll. Le cippe, 2008